# Warren Zevon
Warren William Zevon, né le 24 janvier 1947 à Chicago, mort le 7 septembre 2003 à Los Angeles, est un auteur, compositeur et pianiste interprète de rock-folk américain.

## Biographie
Warren Zevon est né d’un père russe joueur de cartes professionnel, ce qui l’oblige à voyager en Arizona et en Californie. Pendant sa jeunesse, il rend visite à la maison d'Igor Stravinsky, où il étudie la musique à partir de l'âge de douze ans. 
Il débute avec un duo appelé « Lyme and Cybelle » inspiré de Sonny and Cher, et dont un titre apparaît sur la compilation Nuggets. Il est ensuite musicien de studio, notamment pour les Everly Brothers. On peut retrouver une de ses compositions (She Quit Me) dans la musique du film Macadam Cowboy (1969).
Son premier album solo, Wanted Dead or Alive, ne rencontre pas un succès notable ; son second album (Leaf in the Wind) n'est pas distribué.
Au début des années 1970, il tourne avec les Everly Brothers mais ne trouve pas le job très satisfaisant. En 1976, il part en Californie après un passage en Espagne et s’associe avec Jackson Browne, qui produit son premier véritable album : Warren Zevon. Plusieurs morceaux sont repris par The Eagles et Linda Ronstadt.
Le premier succès commercial de Zevon est Excitable Boy en 1978. Plusieurs chansons passent régulièrement à la radio, dont Werewolves of London qui rentre dans le top ten américain.
Pendant les vingt années suivantes, il enregistre plusieurs albums de manière sporadique, avec plus ou moins de succès. Dans le même temps, il doit combattre les classiques démons de l’alcool et de la drogue.
Il met en fait un terme à sa carrière en 1982, après la sortie de son album The Envoy, et ne fait que quelques rares apparitions par la suite, le plus souvent en solo. Il collabore néanmoins avec des membres du groupe R.E.M. pour enregistrer sous le nom de the Hindu Love Gods (1990).
Zevon fait un retour en 1987 avec Sentimental Hygiene, aidé par Neil Young, Bob Dylan et R.E.M.
Pour son album suivant, Transverse City (1989), il collabore avec Jerry Garcia, guitariste solo du Grateful Dead. Sur d’autres albums, il a le soutien de Jackson Browne, The Eagles et Bruce Springsteen.
Zevon comptait beaucoup d’amis écrivains, parmi eux Hunter S. Thompson, Stephen King et Carl Hiaasen.
En 2002 il apprend qu'il souffre d'un cancer au poumon. Il se met alors à enregistrer un dernier album intitulé The Wind, aidé par des amis proches comme Jackson Browne, Bruce Springsteen, Don Henley, Timothy B. Schmit (du groupe The Eagles), Joe Walsh, David Lindley, Billy Bob Thornton, Emmylou Harris, Tom Petty, Ry Cooder. L’album est diffusé en août 2003, peu de temps avant sa mort. Lors de sa dernière apparition au Late Night Letterman's Show (dont il a été un invité récurrent à partir de 1982), Zevon dit à propos de son cancer en plaisantant : "I might have made a tactical error in not going to a physician for 20 years." ("J'ai peut-être commis une erreur tactique en ne consultant aucun médecin pendant vingt ans.").

## Discographie
- Wanted Dead or Alive - 1969
- Warren Zevon - 1976
- Excitable Boy - 1978
- Bad Luck Streak in Dancing School - 1980
- Stand in the Fire - 1981
- The Envoy - 1982
- A Quiet Normal Life: The Best of Warren Zevon - 1986
- Sentimental Hygiene - 1987
- Transverse City - 1989
- Hindu Love Gods - 1990
- Mr. Bad Example - 1991
- Learning to Flinch - 1993
- Mutineer - 1995
- I'll Sleep When I'm Dead (An Anthology) - 1996
- Life'll Kill Ya - 2000
- My Ride's Here - 2002
- Genius: The Best of Warren Zevon - 2002
- The Wind - 2003
- Reconsider Me : The Love Songs  - 2006
- Preludes (Rare And Unreleased Recordings) - 2007